# Avenue Émile Zola (metropolitana di Parigi)
Avenue Émile Zola è una stazione della linea 10 della metropolitana di Parigi.

## La stazione
Inaugurata il 13 luglio 1913, questa stazione rende omaggio allo scrittore Émile Zola.

## Interscambi
- Noctilien: N12, N61